# Prágai Kis Jézus

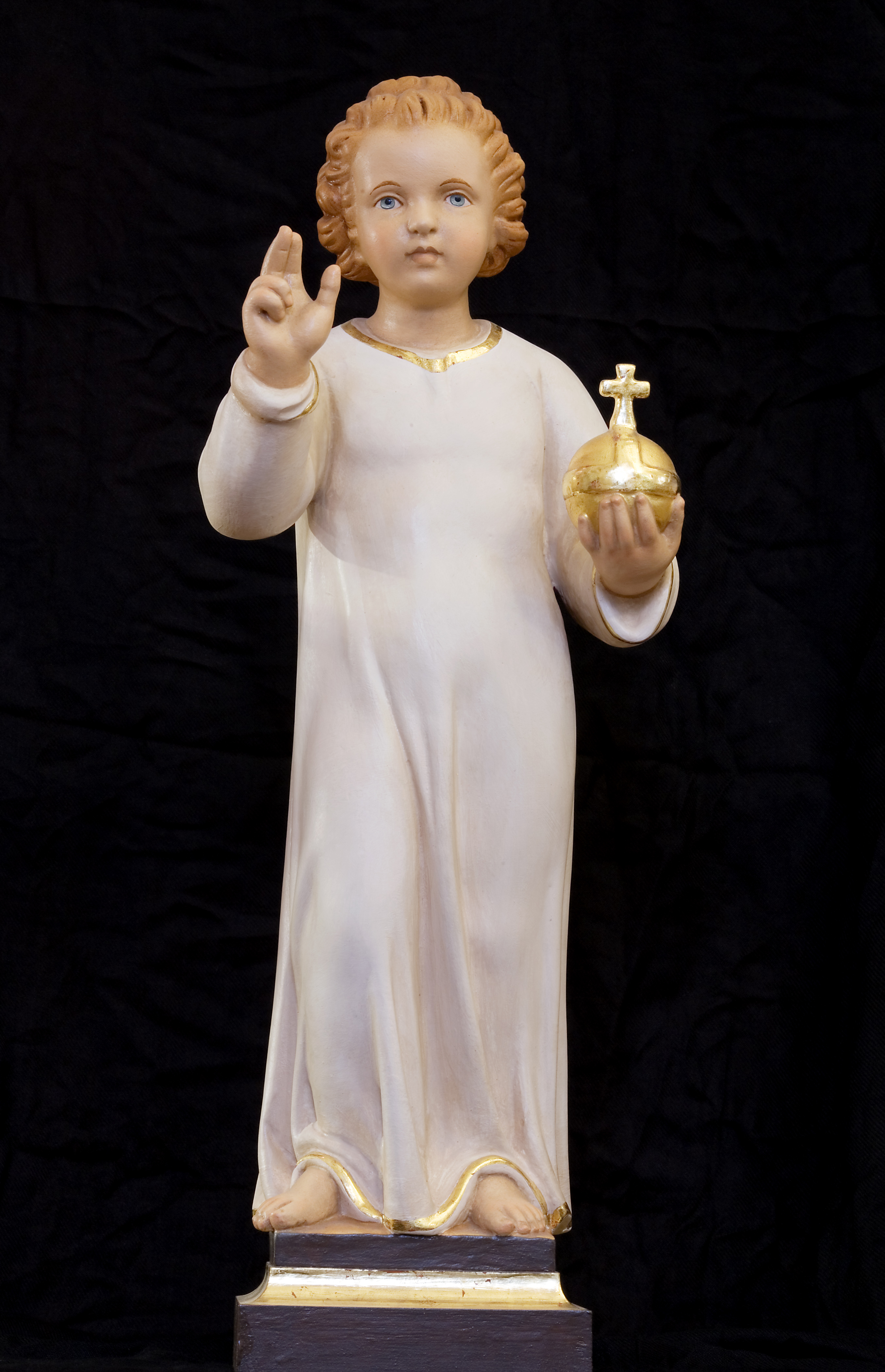
A Prágai Kis Jézus, az eredetileg 1628-ban a prágai karmelita kolostornak adományozott szobor

A Prágai Kis Jézus (néhol Prágai Kisjézus; csehül Milostné Pražske Jezulatko) egy öltöztető szobor, a gyermek Jézusnak (Jézuskának) a prágai karmelita kolostorban levő kegyszobra. Az osztrák-cseh barokk újjászületés egyik legjellegzetesebb kultikus szimbóluma. Számos másolata létezik.

## Leírása
A világmindenség gyermeki Ura koronával a fején, királyi palástban, baljában a földgömböt jelképező aranyalmával, gyűrűs jobbjával mellkeresztes főpapként áldást oszt.
Öltöztető szobor: a ruhatára páratlanul gazdag. A köpenykéket fogadalomból ajánlották fel. 1743-ban maga Mária Terézia magyar királynő is egy maga hímezte köpenykét ajándékozott. 

## Története
A szobrocskát eredetileg Lobkowitz Polyxena kapta Spanyolországból nászajándékba és ő ajándékozta azt 1628-ban az ínséggel küszködő prágai karmelita kolostornak. A szerzetesek ínsége – a hagyomány szerint – egyből megszűnt. Amint ennek híre ment, a kis szobor tisztelete a prágai nép körében igen gyorsan elterjedt. A szobrocska kultuszának fénykora a 18. század volt. Tiszteletére jellemző, hogy még a hódító protestáns svédek is tartottak tőle: maga II. Gusztáv Adolf svéd király 30 dukátot ajándékozott neki, és a kolostort védelmébe vette. Történetét a prágai, magyar származású, Szent István királyról nevezett Imre atya írta meg (Pragerisches Gross und Klein, 1737). 

## Másolatai Magyarországon
Imre atya kezdeményezésére rendelte el 1739-ben a karmelita vezetés, hogy hogy a rend valamennyi, monarchiabeli kolostorában az eredetijéhez érintett másolatot kell nyilvános tiszteletre kiállítani. (A szobor másolata  egész éven át a karácsony misztériumát, a gyermekség örömét idézi.)
Magyarországon külön oltára van a székesfehérvári karmelita és a szombathelyi ferences templomban. Képe van a csongrádi nagytemplomban, felirata: Máté János és Gyánti Mária kedves Béla fiuk emlékére Istennek áldozta. 1900. A győri karmelita templomban karácsonyra kilencedet szoktak végezni a tiszteletére. 
Budapesten a Jézus Szíve jezsuita templomban látható. Pálosszentkút kegyhelyen saját, életnagyságú szobormásolata van. [forrás?]